# Henri Jacob Victor Sody
Henri Jacob Victor Sody est un agronomiste puis mammalogiste néerlandais, né le 31 août 1892 à La Haye et mort le 16 janvier 1959 à Amsterdam. Il est connu pour sa contribution à la taxinomie des mammifères d'Indonésie et de certains oiseaux, ainsi que pour son ouvrage sur le rhinocéros de Java.

## Premiers séjours dans lesIndes orientales néerlandaises
Sody étudie à l'université d'agriculture de Wageningue, aux Pays-Bas.
Le 21 juin 1917, il obtient un certificat d'agronomiste (studierichting Koloniale Landbouw).
L'année suivante, il se rend à Tjikadjang (aujourd'hui Cikadjang) près de Garut, à l'est du Priangan, dans la province Java occidental, qui faisait alors partie des Indes orientales néerlandaises (aujourd'hui en Indonésie). Il y devient planteur dans une plantation de thé. En 1920, il devient professeur au service du gouvernement néerlandais dans une école d'agriculture à Bogor.
Il retourne en 1926 à Amsterdam, où il épouse le 7 avril 1927 Frederika Cohen, puis retourne la même année à Java où il reprend l'enseignement. Lorsqu'en 1933 il revient à La Haye, dépressif, il est déclaré inapte au service sous les tropiques, mais finalement obtient une permission médicale pour retourner aux Indes orientales dès 1934.

## La carrière de zoologiste
En 1941, il obtient le droit d'arrêter les cours après des ennuis de santé. Il est attaché provisoirement au Muséum de Zoologie de Bogor, avec pour mission la classification des Muridae, une famille de rongeurs impliqués dans les dommages agricoles et dans la propagation de la leptospirose en Indonésie. En 1942, le Japon occupe Java. Sody est alors interné avec sa famille dans un camp à Bogor où il est autorisé cependant à poursuivre ses travaux. En 1945, après la capitulation du Japon, il renouvelle son contrat avec le Muséum à l'instigation du professeur et docteur M.L.E. Baas Becking, alors directeur du Jardin Botanique dont dépend le Muséum de Zoologie. En 1947, il retourne à Amsterdam où il est déclaré définitivement inapte au service sous les tropiques. Il meurt le 16 janvier 1959 à Amsterdam.

## Son œuvre
Il décrivit de nombreuses espèces, sous-espèces et genres de Muridae, tels que l'espèce Rattus adustus ou le genre Madromys, mais aussi des mammifères appartenant à d'autres groupes comme le Babiroussa de l'île Togian. Sa collection zoologique privée était, de son vivant, comme un prêt permanent au Rijksmuseum van Natuurlijke Historie (muséum d'histoire naturelle) de Leyde. Après sa mort, sa veuve a fait don de la collection au musée.
En 1941, il écrivit On a collection of Rats from the Indo-Malayan and Indo-Australian regions (with descriptions of 43 new genera, species and subspecies).